# Школа № 321 (Санкт-Петербург)
Школа № 321 — учебное заведение в Санкт-Петербурге, Россия. Создано в 1917 году на базе бывшей Первой Санкт-Петербургской гимназии. Находится в Центральном районе Санкт-Петербурга.

## История
В 1917 году на базе бывшей Первой Санкт-Петербургской гимназии была создана общеобразовательная школа. В 1933/34 учебном году в связи с введением 10-летнего среднего обучения 52-я школа стала десятилеткой № 34 Центрального района города. В 1940 году с введением единой общегородской нумерации школе был присвоен номер 321, под которым она существует до настоящего времени в качестве среднего общеобразовательного учебного заведения.

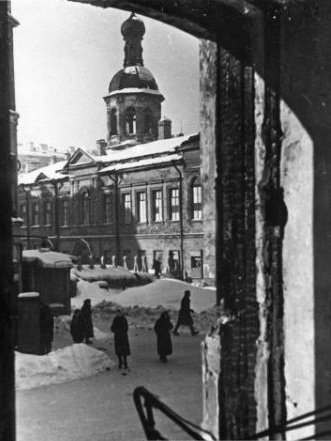
321-я школа. Ленинград. Блокадная зима.

Во время Великой Отечественной войны 321-я школа оказалась одной из немногих школ, которые не прекратили учебного процесса в период ленинградской Блокады. В 1942 году десятый класс окончили только пятеро учащихся, в 1943/44 учебном году школа выпустила семь человек. Но уже в 1945 учебном году было два выпускных класса, а затем четыре. В июне 1944 года из 7 выпускников трое получили золотые медали.
В 1952 году здание школы было реконструировано. В 2001 году здания Первой гимназии включены КГИОП-ом в «Список вновь выявленных объектов, представляющих историческую, научную, художественную или иную культурную ценность», с рекомендацией последующего включения в «Список памятников истории и культуры».

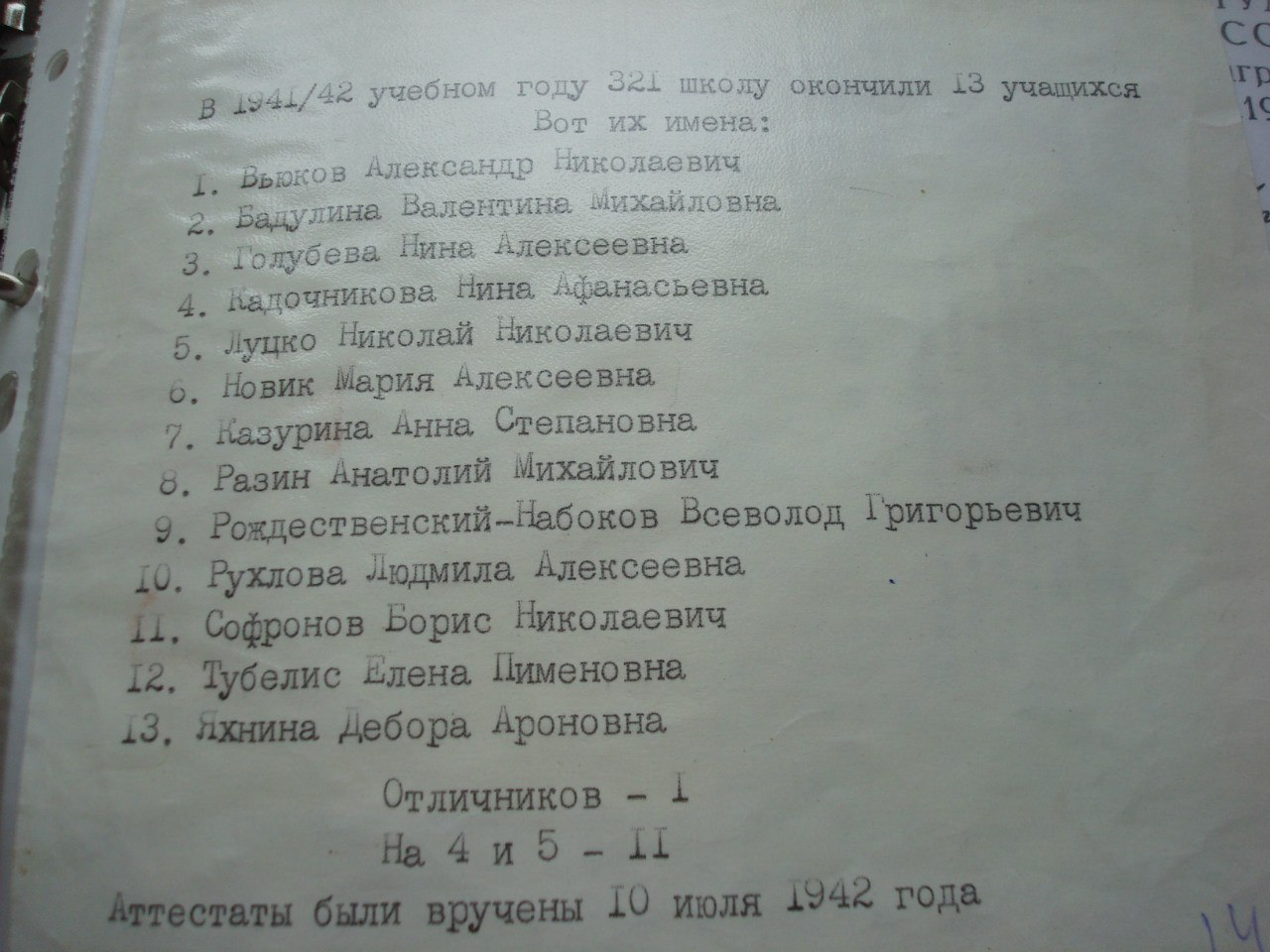
Список учащихся, окончивших школу в 1941/1942 учебном году.

## Педагогический коллектив

### Учителя школы
В послереволюционное время в преподавательский состав вошли недавние выпускники Бестужевских курсов, Педагогического института им. А. И. Герцена и Петроградского государственного университета.
С созданием в 1938 году Ленинградского областного института повышения квалификации работников народного образования началось осуществление поиска и внедрения оптимальных систем подготовки и совершенствования преподавательского состава школы.
В 1960—1970-е годах в период введения первой основной реформы среднего образования 321-я школа стала одним из базовых учебных заведений Педагогического института им. А. И. Герцена. Традиции высокого уровня знаний, культуры и методического мастерства преподавателей не прерывались в школе практически начиная с XIX века.
На начало 2016/2017 учебного года общая  численность преподавателей — 52 чел.; большинство — преподаватели высшей и первой квалификационной категории; 3 педагога обучаются в аспирантуре; звания «Отличник народного просвещения» и «Почетный работник общего образования РФ» удостоены 15 чел.

### Директора школы
- 1920-е годы — Семёнов А. С.;
- 1930-е годы — Вербицкий Андрей Гаврилович;
- 1941—1942 — Паромова Агриппина Галактионовна;
- 1942—1944 — Горбунов Николай Николаевич;
- 1944—1945 — Шостак Нина Михайловна;
- 1945—1960 — Баранов Макарий Георгиевич;
- 1960—1964 — Ковалевская Таисия Петровна;
- 1964—1970 — Шуклина Людмила Ивановна;
- 1970—2001 — Слободских Раиса Ивановна;
- 2001—2013 — Тарасова Наталия Павловна;
- 2013—2016 — Смолянинова Надежда Игоревна;
- 2016—2021 — Машковцев Дмитрий Владимирович;
- настоящее время — Анцырева Евгения Мухафизовна.

## Библиотека
От 1-й С.-Петербургской гимназии школе досталась библиотека, которая располагает многими прижизненными изданиями сочинений Ломоносова, Жуковского, Карамзина, Батюшкова, Достоевского, Л. Толстого, Лескова, Короленко.

## Первая гимназия в произведениях искусства и фалеристики

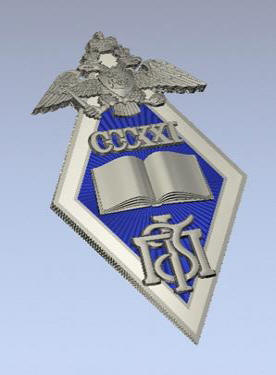
Знак «Гордость школы»

- 2011 год — здание гимназии изображено на эстампе[7], выполненном в технике шелкографии, и декоративной фарфоровой тарелке «Улица Правды»[8] из серии «Санкт-Петербург». Автор Александр Флоренский.
- 2015 год — выпущен исторический именной нагрудный знак «Гордость школы», который представляет собой изделие ювелирного качества традиционной ромбовидной формы (37Х15). Выполнен по эскизам И. Я. Билибина и по мотивам двух нагрудных знаков Первой гимназии, созданных учениками школы Фаберже в 1916 и 1925 г.; покрыт горячей эмалью, имеет цанговое крепление[9].

## Интересные факты
- В мае 2015 года благодаря работе творческой группы педагогов, учащихся и выпускников музей истории Первой гимназии и 321-й школы получил официальный статус музейно-педагогического комплекса[10].
- В 2016—2017 гг. в рамках мероприятий, посвящённых 200-летию школы, состоялись[11]:

- Международная научно-практическая конференция «Леонид Михайлович Чичагов – наследие воспитанника Первой Санкт-Петербургской гимназии»;
- Малая научно-практическая конференция «Наследие Первой Санкт-Петербургской гимназии: Бекетов Андрей Николаевич»;
- Юбилейная музыкальная встреча, посвящённая памяти Михаила Ивановича Глинки – воспитанника Благородного пансиона;
- I Музейные чтения памяти И. П. Саутова (к 70-летию со дня рождения).
- Весной 2017 г. ГБОУ школа №321 и автономная некоммерческая организация «Научно-образовательное объединение Земля и Вселенная» при участии и поддержке СПбГУ и СПбНЦ РАН объявили о приёме учеников в 10-й Исследовательский класс Первой Санкт-Петербургской гимназии[12];
- 23–27 октября 2017 г. в школе состоялись торжества в честь её 200-летнего юбилея. В программе: историко-педагогическая реконструкция «Один день из жизни Первой Санкт-Петербургской гимназии» (4 урока по расписанию Первой гимназии)[13][14]; юбилейный бал; торжественное открытие памятника-бюста основателю Благородного пансиона императору Александру I[15] и памятной доски с именами знаменитых выпускников Благородного пансиона, Первой гимназии, школы №321.

## Архивные материалы
- Заявление ученика 7 кл. школы № 321 Вила Тарасова в военкомат Фрунзенского района. 1941. ЦГА СПб.
- Сведения о проведении экзамена по географии в школе № 321, стр. 1. 1943. Музейно-педагогический комплекс «Феникс».
- Сведения о проведении экзамена по географии в школе № 321, стр. 2. 1943. Музейно-педагогический комплекс «Феникс».
- Расписание уроков на 1966-67 учебный год 10 «Б» класса средней школы № 321. ЦГАКФФД СПб